# Marolles-en-Hurepoix
Marolles-en-Hurepoix är en kommun i departementet Essonne i regionen Île-de-France i norra Frankrike. Kommunen ligger i kantonen Brétigny-sur-Orge som tillhör arrondissementet Palaiseau. År 2022 hade Marolles-en-Hurepoix 5 688 invånare.

## Befolkningsutveckling
Antalet invånare i kommunen Marolles-en-Hurepoix
| Referens: INSEE |